# Tibolddaróc
Tibolddaróc község Borsod-Abaúj-Zemplén vármegyében, a Mezőkövesdi járásban.

## Fekvése
A Miskolci-Bükkalja területén, a Kácsi-patak völgyében helyezkedik el, Egertől (a legrövidebb erdei úton) 26, Miskolc pedig (légvonalban) 15 kilométer távolságra.
A szomszédos települések: észak felől Kács, északkelet felől Sály, kelet felől , Vatta, délkelet felől Bükkábrány, dél felől Mezőnyárád, délnyugat felől Tard, nyugat felől pedig Cserépváralja.

### Megközelítése
Csak közúton érhető el, Bükkábrányon keresztül, a 3-as főútból kiágazó 25 114-es számú mellékúton (amely innen még továbbvezet Kácsig). Külterületét keleten érinti még a 25 115-ös számú mellékút is.
Az ország távolabbi részei felől legcélszerűbben az M3-as autópályán közelíthető meg, amely körülbelül 17 kilométer távolságra halad el falutól délre; a legközelebbi le-, illetve felhajtási lehetőséget a sztráda Mezőkeresztes–Mezőnagymihály-csomópontja kínálja.

## Éghajlata
A Bükk-vidék csúcsrégiójának déli oldalán, annak közepén található község északi irányból, a hegyeknek köszönhetően komoly védelmet élvez. A szélsőségesen kemény viharos jégeső és zivatar ritkán borzolja a települést és szőlőföldjeit. A kemény fagyos hajnalok sem jellemzőek. A jó levegőről közel 100 000 hektár erdő gondoskodik, jellemzően észak felől.

## Nevének eredete
Nevének első része 1249-ben, az Örsúr nemzetség (Wrswr) borsodi ágával kapcsolatban tűnt fel először, az e nemzetség borsodi ágához tartozó Kristóf fia Tybolt nevében.
Az 1340-ben kelt írásos emlékekben pedig már találkozhatunk a Tibold családnévvel is, innen származik a település nevének első tagja.
A település nevének második második tagja a „daróc” szó mai jelentése, ugyan ma már nehezen értelmezhető, többféle jelentéssel is bír:
- a régi magyar nyelvben foglalkozásnév: királyi erdő- és vadőr,
- daróc – gyapjú alapanyagból készült, kaftánszerű téli felsőruházat, a 19. században még viselték.
- a szláv nyelvben dravec solymászt jelent, foglalkozásnévként.

## Története
Bronzkori leletek tanúsága szerint a Kácsi-patak völgye már a történelem előtti időkben is lakott hely volt az itt talált kelta motívumokkal ellátott nagyon szép lószerszámok bizonysága szerint. A környéken található kaptárkövek is valószínű kelta temetkezési helyként szolgáltak, ma turisztikai látványosságok.
A település honfoglalás előtti történetéről nagyon keveset tudunk. A honfoglalás idején Örsúr (Örs vezér), a magyar vagy kabar származású Acsád fia kapta Árpádtól a Bükkalja területét, mely később leszármazottjának, Tibótnak a tulajdona lett.
A település első írásos említése az 1332-1237 évi pápai tizedjegyzékben található.

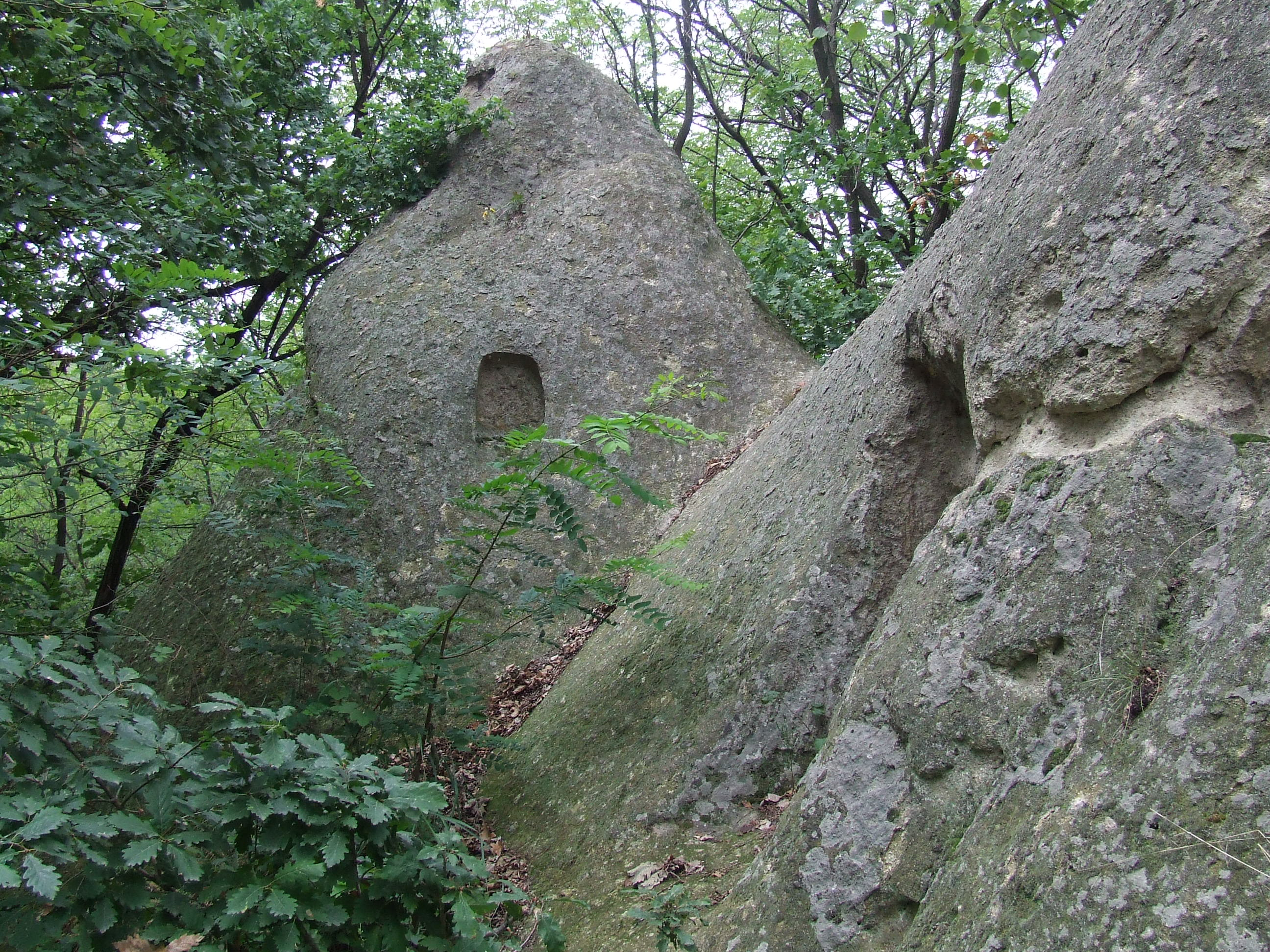
Kaptárkő

Az Örsúr kabar nemzetségével érkező, káliz földművesek igyekeztek kihasználni a vidék kitűnő természeti adottságait, szőlőtermesztéssel és borkészítéssel foglalkoztak. A kálizok a Kazár Birodalom felbomlásakor csatlakoztak a kabarokhoz. A kálizok a fennmaradt adatok szerint a háborúban jó katonák, békeidőben jó szőlőművelők voltak, s a zsidó vagy az iszlám vallást gyakorolták.
Az Árpád-házi királyok uralkodása alatti időszakban három falu is volt a völgyben. A mai Tibolddaróctól délre a Lados malomnál volt Alkács. A kácsi Várhegy térségében helyezkedett el Középkács (Mészalja) és a Bükkhöz közelebb pedig Felkács.
A Kácsi várhegyen található Tibold várában az ásatások adatai szerint az itteni lakótornyot a 10-13. század körül már használták. Parádi Nándor által vezetett ásatások során feltárták a várat. A várhegy déli lankáin egy sánccal védett terület is felismerhető. Az 1331 és 1335 között végzett határjárás szerint Darócnak katolikus temploma és plébániája volt. A daróci Tibótok a XIV. század derekán névváltozáson mentek át vagy elszegényedésüket követően egy másik család jelent meg a színen és Tibold néven lettek a környék urai. A névváltozás lehetett a kor divatja, vagy az eredetileg germán Tiboldok kaphattak birtokot. A Tiboldok a törökdúlás előtt áttértek a protestáns hitre, s ennek köszönhetően sok minden megváltozott a Kácsi-patak völgyében. A 16. század második felében a falu városi rangot kapott és járási székhelyként a környék meghatározó jelentőségű települése volt. Darócnak 1583-ban már önálló református egyháza volt. Az 1596. október 26-ai mezőkeresztesi csatavesztést követő időszakban a környező települések is teljesen elpusztultak, lakói a Bükk rengetegébe menekültek, vagy rabszíjra fűzve elhurcolták őket. A törökdúlás idejéből kevés adat maradt fenn a községről, valószínű, hogy egy időre elnéptelenedett.

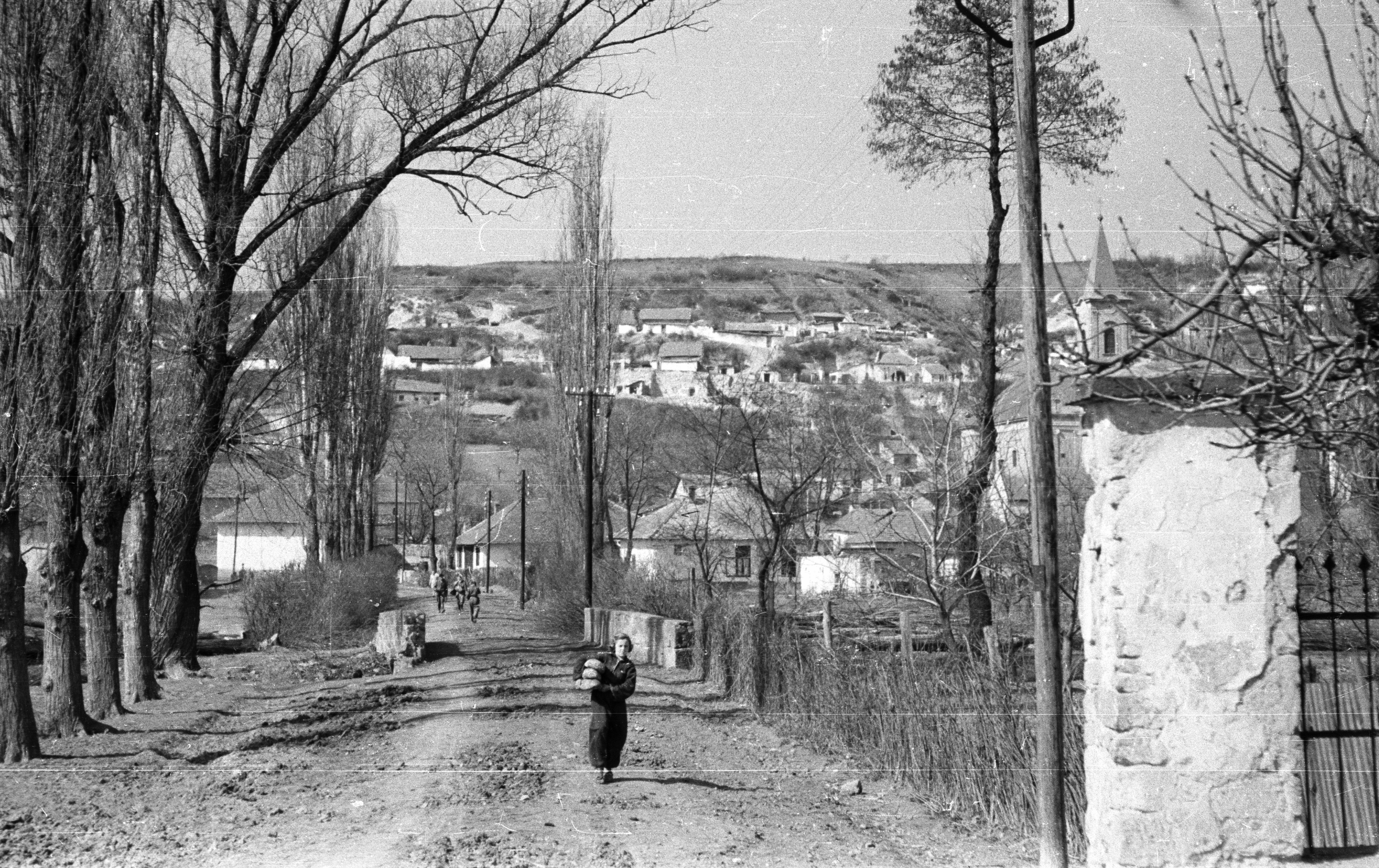
Tibolddaróc a Fortepan felvételén, Mészáros Zoltán fotóján. 1959-ben a Dózsa György út a Kácsi út felől nézve

1709-ben az egri pestisjárvány elől menekülve székely és szlovák telepesek érkeztek a faluba, ők népesítették be újra a völgyet.
A 18. században főleg református családokat telepítettek be Stájerországból császári parancsra, olyan igyekezettel, hogy még a népviseletüket is elhagyták útközben. Tibolddaróc jelenlegi formája a betelepítést követően alakult ki.
A daróci Tibold család fiúágon a 17. században kihalt, Tibold Zsigmond az avasi református temetőben van eltemetve, így birtokaikat az Almássy és a Fáy családok örökölték leányágon. 1816-1826-ig Zwenger József egri kőműves építette fel a ma álló templomot, a templom eredetileg református célokra épült, amit 1831-ben szentelnek fel katolikus templomnak. 1853-ban Bartakovics Béla egri érsek megrendelésére Jakobey Károly festette meg a műemléktemplom Szent Erzsébet főoltárképét. A templom festett üvegablakai a kor iparművészének kiemelkedő alkotásai.
Az ellenreformáció következtében sok család tért vissza a katolikus hitre, így a községben már a 19. században működött katolikus és református iskola, valamint egy magániskola. A református felekezet Tibold Zsigmond halálát követően háttérbe szorult, a község még ma is Sály leányegyháza.
A falu életét meghatározó zsidó közösség, szinte teljes egészében a koncentrációs táborok áldozatául esett, emléküket csupán az elhanyagolt temető, a jól megépített épületek és a ma is virágzó borászati kultúra őrzi.

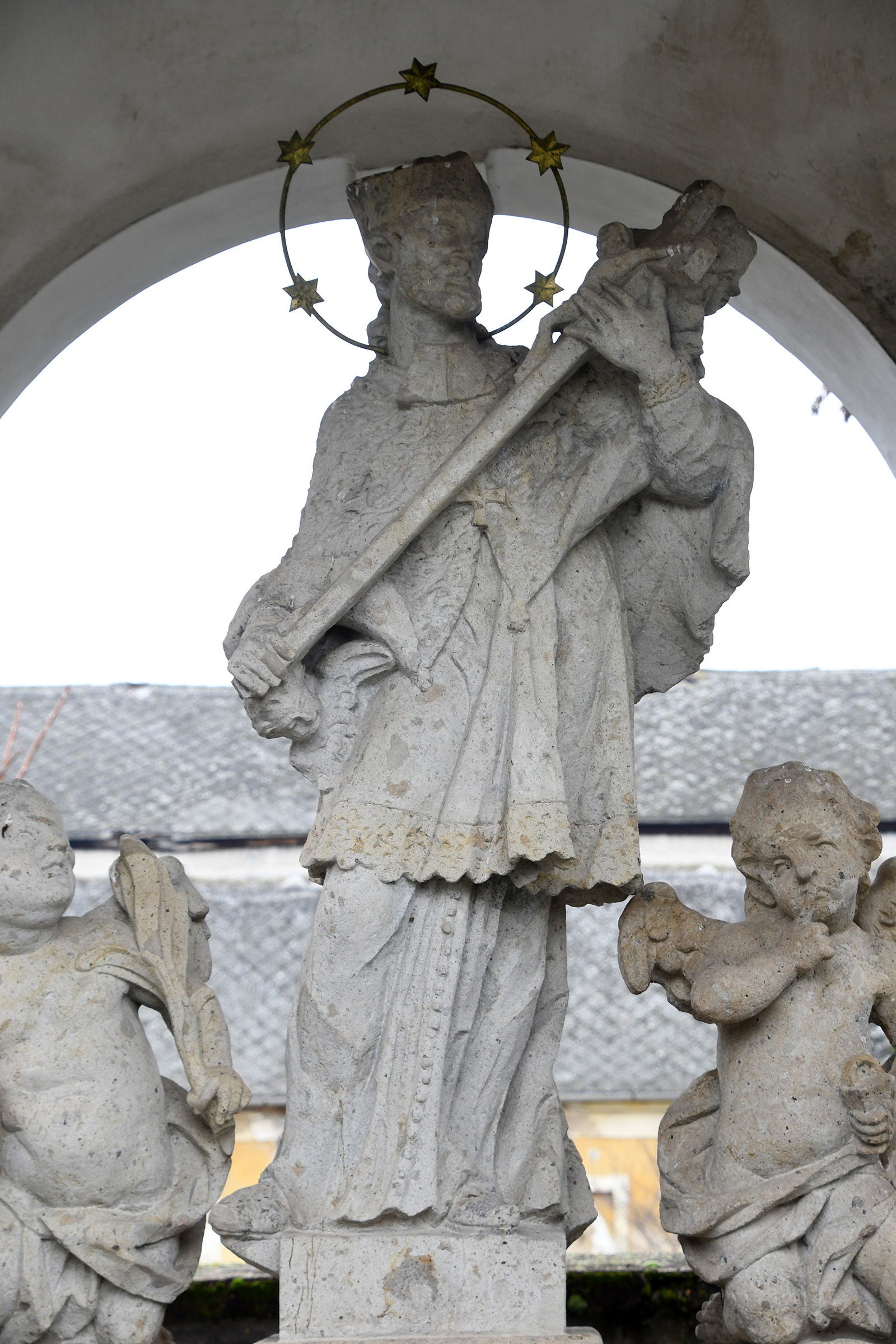
A Nepomuki Szent János-szobor

A 16–19. századi leírások kiemelik, hogy a falu jó szőlőtermő vidéken fekszik. A faluban két pálinkafőző, a Kácsi-patakon 11 vízimalom működött. Ezekben nemcsak gabonát őröltek, de kendertörésre és fafűrészelésre is használták.
A 20. század elején a járásban elsőként 110 voltos elektromos áramot állítottak elő vízturbina segítségével. Az energiát a település kastélyaiban és ipari létesítményeiben hasznosították. A turbinát 1945 februárjában a szovjetek leszerelték, és elszállították.
A falu védett műemléke a Fáy család által a 18. század végén állíttatott Nepomuki Szent János-szobor. Műemléki védelmet kapott a Gencsy- és Majtényi-kúria is. Különleges építészeti értéket képvisel az 1930-as években épült Bottlik-mauzóleum.
A számos műemlék, valamint a gondozott helytörténeti gyűjtemény jelzik, hogy Tibolddaróc gazdag hagyományokkal rendelkezik. A nyugalom és a csend, valamint a Bükk hegység tetejéről folyamatosan érkező jó levegő adják ma a település fő vonzerejét.
A Lados-malomtól délre, a patakparton melegvízforrást zártak el. Az 1960-as évek elején kőolajat kerestek és 73 °C-os melegvizet találtak, amely olyan erővel tört fel, hogy két teherautó betonnal tudták csak lefojtani.

## Közélete

### Polgármesterei
- 1990–1994: Ágfay Gábor (független)[4]
- 1994–1998: Ágfay Gábor (független)[5]
- 1998–2002: Dr. Kuncsik János (független)[6]
- 2002–2006: Balla Erzsébet (SZDSZ)[7]
- 2006–2010: Balla Erzsébet (SZDSZ)[8]
- 2010–2014: Harai Istvánné (független)[9]
- 2014–2018: Dósa József (független)[10]
- 2018–2019: Nagy Sándor (független)[11][12]
- 2019–2024: Nagy Sándor (független)[13]
- 2024– : Nagy Sándor (független)[1]

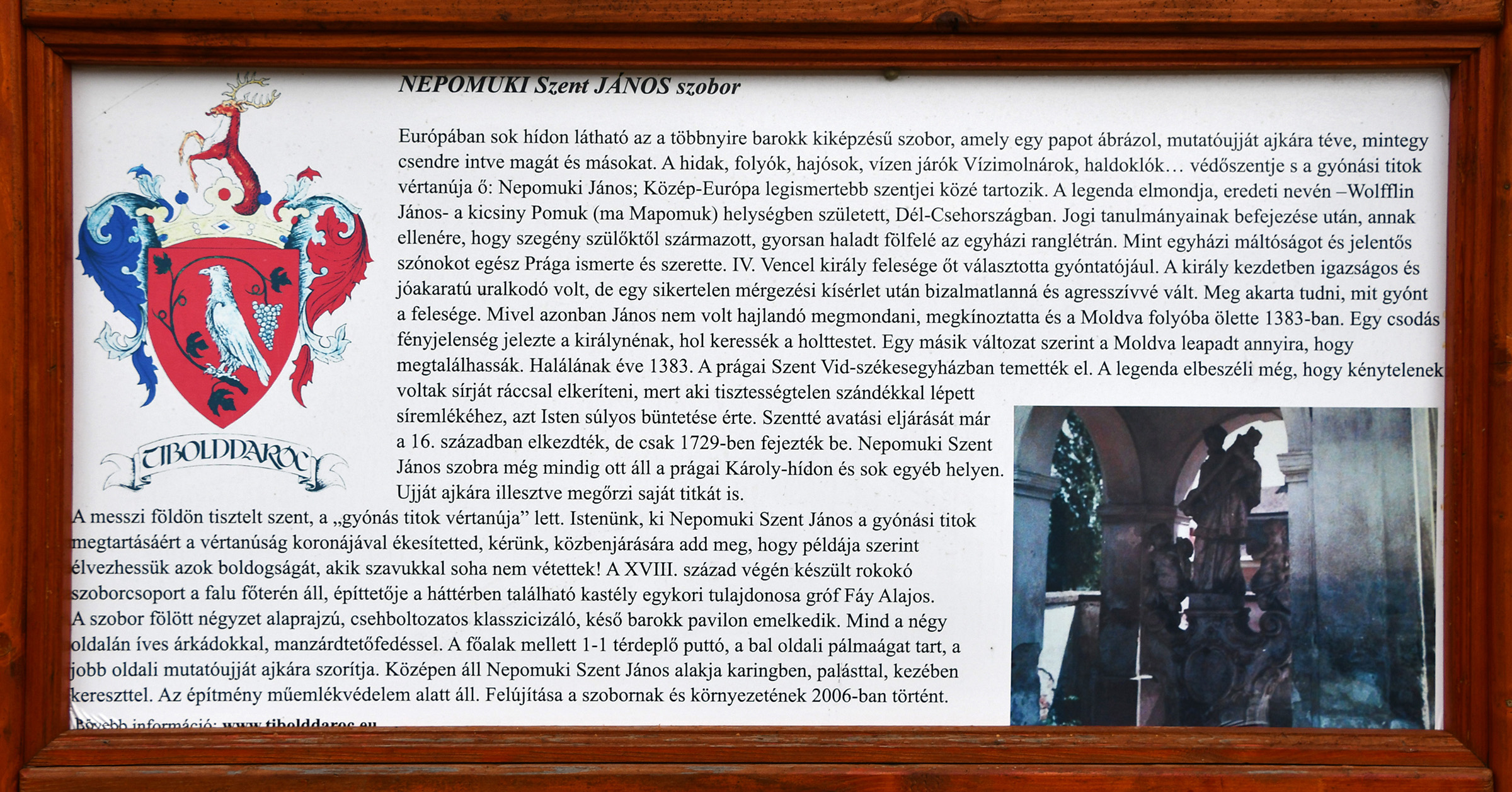
Tibolddaróc, a Nepomuki Szent János szoborról

A településen 2018. december 9-én időközi polgármester-választást kellett tartani, mert a 2014-ben megválasztott előző faluvezető, Dósa István szeptemberben – indoklás nélkül – lemondott posztjáról. A korábbi polgármester asszony, a hivatalát 2014-ben elvesztő Harai Istvánné úgy gondolta, hogy az időközi választással megpróbál visszatérni a község élére, ez azonban nem sikerült neki, mivel az egyedüli ellenjelölt, Nagy Sándor addigi alpolgármester majdnem kétszer több szavazatot szerzett, így a posztot ő nyerte el. A következő évben megtartott rendes önkormányzati választáson Harainé már nem tett újabb kísérletet a visszatérésre, Nagy Sándor vetélytárs nélkül indult el a polgármesterségért.

## Népesség
A település népességének változása:
| Lakosok száma | 1417 | 1391 | 1362 | 1271 | 1208 | 1200 | 1200 |
|               | 2013 | 2014 | 2015 | 2021 | 2022 | 2023 | 2024 |

2001-ben a település lakosságának közel 100%-a magyar nemzetiségűnek vallotta magát.
A 2011-es népszámlálás során a lakosok 89,3%-a magyarnak, 0,8% németnek mondta magát (10,4% nem nyilatkozott; a kettős identitások miatt a végösszeg nagyobb lehet 100%-nál). A vallási megoszlás a következő volt: római katolikus 65,3%, református 13,6%, görögkatolikus 0,6%, felekezeten kívüli 3,8% (15,8% nem válaszolt).
2022-ben a lakosság 93,7%-a vallotta magát magyarnak, 0,6% németnek, 0,4% cigánynak, 0,1% ukránnak, 0,1% horvátnak, 0,8% egyéb, nem hazai nemzetiségűnek (6,2% nem nyilatkozott; a kettős identitások miatt a végösszeg nagyobb lehet 100%-nál). Vallásuk szerint 46,5% volt római katolikus, 11,4% református, 0,4% görög katolikus, 0,2% egyéb keresztény, 0,1% izraelita, 4,6% felekezeten kívüli (35,3% nem válaszolt).

## Nevezetességei

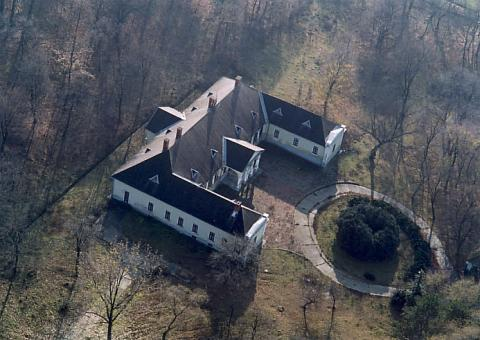

- Kilátó
- Barlanglakások
- Kőhodály
- Bottlik-kastély
- Bottlik-mauzóleum
- Gencsy-kúria
- Árpád-házi Szent Erzsébet-templom
- Pincesor
- Ablakoskő-völgy (Kaptárkő)

## Itt születtek, itt éltek
- Bottlik József (Budapest, 1874. január 23. – Tibolddaróc, 1933. január 24.) Borsod vármegye főispánja.
- Bottlik István (Tibolddaróc, 1879. május 10. – ?, 1952) - politikus, országgyűlési képviselő, a felsőház tagja.
- Kapusi Imre (Hosszúpályi, 1941- ) - erdőmérnök, Fleischmann Rudolf-díjas, az Erdészeti Tudományos Intézet nyugalmazott állomásigazgatója.

## Építészeti és kulturális értékek

### A panorámás pincerendszer
A barlanglakás egy természetbe simuló építészeti megoldás, amely biztonságot adott a vérzivataros időkben.
A pincerendszer kialakulása nyilvánvalóan a borkészítéssel azonos időszakban jött létre. Pontos adatok nem állnak rendelkezésre. Csak feltételezhető, hogy a kelta majd a hun birodalom időszakában már létezhetett borászati kultúra ezen a vidéken. A több millió köbméternyi kifaragott pince hatalmas érték. Közel egy kilométer szélességben, három – hét szint magasságban helyezkednek el a pincerendszer utcái. Az utcákról nyíló, tufába faragott pincék és volt barlanglakások térfogatát lehetetlen pontosan megállapítani a változatos és felmérhetetlen méretek miatt. Ezek a borospincék még a múlt század közepén is többségükben barlanglakások voltak. Mi késztette őseinket a barlanglakások létesítésére és használatára? A válasz rendkívül egyszerű, hiszen a középkorban hadisarcot és adót szedő tatár, török és más zsákmányoló rablócsapatok rendre felégették a természetes anyagokból készült házakat és építményeket. Ilyenkor a lakosság (nők és gyerekek) a pincékbe menekültek. A mezőkeresztesi csata után a török csapatok teljesen elpusztították a környéket és ennek hatására alakulhatott ki a barlanglakás kolónia. A pincékben el lehetett bújni, ezért szinte magától adódott, hogy az élelmiszer és bortároló pincéket lakássá alakították. A viszonylag könnyen faragható vulkáni tufa lehetővé tette felgyújthatatlan és biztonságot adó lakások kialakítását. Szép lassan az évszázadok folyamán kialakult egy sajátos barlanglakás és pincerendszer kolónia. Ezeket a barlanglakásokat a száraz hegyoldalban alakították ablakkal, ajtókkal, mellékhelyiségekkel és ólakkal a kornak és az egyéni igényeknek megfelelően. A barlanglakások létrehozói összetartó közösségben éltek. A lakások faragásakor segítettek egymásnak, megosztották tapasztalataikat és jó eredményeket értek el. Az egy-két szobás, konyhás alápincézett, hajópadlós és mázolt padlóburkolatos igényesen kifaragott barlanglakásokban a kornak és egyéni igényeknek megfelelően kialakított lakáskörülményeket teremtettek. A múlt század közepén az évente kétszer is fehérre meszelt, padlós, bútorozott barlanglakások több ezer embernek adtak otthont a mai panelházakra emlékeztető formában. A megmaradt lakásokat szép lassan lebontja az erózió vagy borospincévé alakítják. A 20. század második felében három alkalommal is lakótelepeket építtettek a faluban, s a lakosok tömegesen települtek át a korszerű kőházakba. A barlanglakások elpusztítása érdekében közönséges ördögcérnát ültettek a hegyoldalon, melynek gyökérzete megrepeszti és megbontja a tufakövet s elősegíti a barlanglakások lebontását. Ma a világörökség része lehetne ez a sajátos építészeti kultúra. Bátor Attila a nemzetközi hírű építész könyvében kifejti e környezetbarát építkezés előnyeit. Még van lehetőség arra, hogy egy barlanglakás skanzen megmentse az utókornak ezt a különleges építészeti értéket, mert a legfelső szinten néhány érintetlen maradt.
A közel ezer pincéből álló pincerendszer, a néhány üresen álló barlanglakás kivételével a borászatot szolgálja. A mai korszerű borospincéket hatalmas méretű acéltartályokkal szerelték fel. A professzionális borászok lépést tartanak a többi borvidékkel és a nemzetközi színvonallal. Természetesen a kisebb borospincékben a hagyományos fahordók és a klasszikus borászati eszközök is jelen vannak. Sajnálatos, hogy az évezredes borászati hagyományok és a jelentős fejlődés ellenére a Bükkaljai borvidék, mint önálló borászati terület, Bükki borvidék néven és miskolci központtal tevékenykedik pár éve. Szerencsére a jó természeti adottságokat elvenni nem lehet.
Borászati szempontból ezek a pincék kifogástalan értékekkel rendelkeznek. Hőmérsékletük évszaktól és fekvéstől függően 8–12 °C között változik. A pincék megfelelően szárazak és a helyi szokásoknak megfelelő módon „léleklyukkal” ellátva folyamatosan szellőznek. A pincerendszer főutcája minden évben otthont ad a szabadtéri főzés-sütés szerelmeseinek. A bográcsos és egyéb „füstös” ételek illatával telítődött panorámás pincefalu vendégei évente egyszer júniusban a modern konyhából száműzött középkori módszerekkel sütnek és főznek, a "Víg daróci Pincék Főzőfesztiválja" néven. Az évente megrendezett szabadtéri konyha- és borfesztivál egyre népszerűbb rendezvény, sajtókampány nélkül is egyre több vendéget fogad minden évben.

### Halasy-kúria
Igazi klasszicista épület. Névadója Halasy József (1860–1944) Borsod vármegyei főispán, majd felsőházi képviselő (királyi kamarás), aki felismerte a település értékeit, itt megszerzett birtokaival sokat fejlesztett a kis falun, jó területeken telepített szőlőt, és jó irányba vezette a falut. Tibolddarócon van eltemetve.

### Majtényi-kúria
A falu ősi birtokosainak leányági örökösei által építtetett, késő barokk épületet 2007-ben újította fel egy helyi vállalkozó. A tetőtér-beépítés idegenforgalmi vállalkozást sejtet.

### Bottlik-kastély
Az 1830-ban klasszicista stílusban épített kb. 600 m² alapterületű kastély. Névadója báró Bottlik József, a vármegye vezető politikusa volt. A főépület boltozatos, a nyugati irányban épült boronafödémes lakószárnyakat átalakították szálloda jellegű lakószobáknak. A körülötte lévő park kb. 5-6 hektáros, amit arborétumként tartanak nyilván.

### Bottlik-mauzóleum
A Bottlik család sírhelye önkormányzati gondozásban van. Fehér mészkőből és márványból épített, mór stílusú mauzóleum. A belső térben egy fehér márványtömbből Róna József által faragott angyal és egy kiságy szoborkompozíció – megragadóan csodálatos művészeti alkotás – a 4 éves korában meghalt Bottlik gyermek emlékére.

### Gencsy (Reissmann)-kúria
Az 1800-as évek elején épített, barokk – klasszicista stílusú, kb. 300 m² alapterületű udvarház. Kőből megépített boltíves födémszerkezete jól bírja az évszázadokat. Borászati tevékenység központja volt a Törley-pezsgő alapborát készítették itt. A háború után – még az 1970-es években is – termeltek itt pezsgőalapnak alkalmas szárazbort, akkor a Tokajhegyaljai Állami Gazdaság birtokolta. Azóta a melléképületeket szinte teljes egészében lebontották vagy funkciójuk megváltozott. A főépület és a cefréző medence még tartja magát. A mai kocsma épülete – valamikor villamos erőműként szolgálta a létesítményt és a falut. A „Gencsy-kert”-nek nevezett kúria 4-5 hektáron elterült teniszpályás, kertészetes, lepárlóüzemes, borászatos múltjával és építményeivel nagyon szép lehetett fénykorában.

### Péchy kastély
Korábban gróf Péchy Szilárd (sz. 1848. szeptember 24.) Borsod vármegye virilistájának a tulajdona volt. Jelenleg az általános iskola működik benne.

### [[Nepomuki Szent János]♥-szobor
A Gencsi (vagy Reissmann)-kert délnyugati sarkában, a Fáy család által finanszírozott barokk filagóriával fedett szobor. Az "úton és vízen járók" védőszentje emlékeztet arra, hogy a daróciaknak sokat kellett utazni a bor értékesítése és szállítása érdekében.

### Pesti Patikus Pince
A pincefalu szívében, csúcsíves ablakokkal és ajtókkal épített vár és borospince látványos bástyákkal, vízköpőkkel, „lóhíves”-sel középkori hangulatot sejtet. A váracska föld alatti része egy tufába faragott – valamikor a Halassy-birtokot kiszolgáló – tekintélyes méretű pincerendszer. Legérdekesebb része a „hombár”, egy jól bemutatott helyi építészeti ritkaság. A hombár egy szemestermény (búza-, kukorica-…) tároló, amely viharos időkben élelmiszer-rejtekhelyként is szolgálta birtokosait. A vár tetőteraszáról nagyon szép a kilátás a kis falura. A létesítmény kisebb konferenciák és baráti találkozók lebonyolítására alkalmas szórakozási és szálláslehetőségekkel rendelkezik.

### Mezei Pincészet
Tibolddaróc és a Bükkaljai borvidék színvonalának meghatározó pincészete. Közel 100 000 hektoliter kapacitású, jellemzően a legkorszerűbb saválló tartályos tároló és érlelőtérrel rendelkezik. Erjesztőrendszere szabályozott hőmérsékletű, feldolgozórendszere CE szabványos. Saját palackozóval rendelkezik. Korszerű fajták telepítésével (gépi szüretelésre) fejleszti a Bükkalja borvidék kialakult ízlésvilágát. Borászati, marketing és értékesítési rendszere kidolgozott. A pincészet bor-bemutató termében megtekinthető Tibolddarócról készült fényképkiállítás tekinthető meg Szabó János műveiből.

### Szabor-ház
Magánkézben lévő helytörténeti kiállítás. Számtalan régi érdekességet mutat be egy szépen gondozott és rendezett gyűjtemény keretében a pincefalu mellékutcájában, annak udvarán és épületeiben. A gyűjtemény lakberendezési tárgyai, mezőgazdasági szerszámai, borászati eszközei a tibolddaróci emberek egykori ismereteit és életét elevenítik fel. A szabadtéri sütés-főzés összes ismert eszközeivel is találkozhatunk a gyűjtemény udvarán kialakított nyári konyhában. A Szabor–ház a pincerendszer nyugati szélén helyezkedik el.

### Lónyai-ház
Lónyai Béla a falu kovácsmestere és lakatosa volt. Az udvarház épülete és melléképületei a közismerten precíz Lónyai Bélának és jelenlegi tulajdonosának, a Velenczei családnak köszönhetően, jó állapotban van. A kovácsműhely minden régi felszerelésével, egy letűnt korszak, szakmai és építészeti mementója. A lakóház, a kovácsműhely és a melléképületek jól szemléltetik a múlt században élt emberek hétköznapjait. A szépen rendben tartott épület „SCHVARCZ familia – emlékház”.

### Községháza
A hatalmas hársfák árnyékában lévő önkormányzati székhely egy klasszicista épületben működik. A közelmúltban elvégzett felújítás csak a belső elrendezést változtatta meg, így a külső homlokzatok a klasszicizmus egyszerűségét és célszerűségét jól megőrizték.

### Katolikus templom Árpád-háziSzent Erzsébettiszteletére
1816-tól 1826-ig Zwenger József egri kőműves építette fel a ma álló templomot. A templom eredetileg a református közösség számára épült, de finanszírozási gondok miatt, nagyon hosszú huzakodás után 1831-ben katolikus templomnak szentelték fel. 1853-ban Bartakovics Béla egri érsek megrendelésére Jakobey Károly festette meg a templom Szent Erzsébet főoltárképét. A templom üvegablakaira a kor kiemelkedő iparművésze, Ligeti Ferenc festett szenteket ábrázoló igen szép képeket. 1826-ban épült a főhajó a kor sajátos barokk-klasszicista stílusában. A torony az 1900-as évek elején épült a főhajó stílusában. A templom orgonája a kor színvonalának értékes műszaki alkotása. A 36 méter magas toronyban három harang található.

### Katolikus parókia (késő barokk)
A templom mellett felépített parókiában nagyon szép kolostorboltozatos födémszerkezet látható. A jelentéktelennek tűnő és a templom árnyékában szerényen meghúzódó épület még nem volt felújítva, kitűnő műszaki állapotban van. Sajnos a '70-es években színes drótüvegből és acélszelvényekből készült folyosókorlát a keleti homlokzat látványát elcsúfítja. Nem szerencsés az udvar parkosítása sem.

### Református templom
Szerény méretekkel, de célszerűen szolgálja küldetését. A református felekezet Tibold Zsigmond halálát követően háttérbe szorult, bár 1950-től Botos Péter volt itt e helyen a református egyház lelkipásztora szolgálata alatt leányegyházból anyaegyházzá alakult. 1982-es halála után a Sályban lakó lelkészházaspárok egyike a tibolddaróci reformátusok választott lelkésze, önálló presbitériuma van, stb. így ez anyaegyházi státuszt jelent ma is.
A dézsmanyugták alapján 1583-ban már volt református egyház Tibolddarócon, lelkésze Gyöngyösi Vince, aki ugyanakkor Tardon is szolgált. Az 1640. évi legrégebbi Borsod vármegyei egyházlátogatási jegyzőkönyv szerint Tibolddaróc az anyaegyház és Sály a filiája.<!-1713-tól már Sály az anyaegyház. Ugyanis a Tibold család is korán a reformációhoz állt. Az utolsó Tibold Zsigmond meghalván, özvegye Kakasfalvi Csuda Zsuzsanna másodszor a sályi Szepessy Pálhoz ment feleségül. Amig lehet ők még védték a daróci református egyházat, de az egyházi súlypont lassan Sályba tolódott át, a lelkész is átköltözik Sályba. Miért is kellett védeni a ref. egyházat, és miért is költözött át a lelkész Sályba??? - Mert a Darócon maradt Tibold család leányági örökösei mind római katholikusok, akik közül elsőnek Borsi Mihály indítja meg a legnagyobb mérvű ellenreformációt. Így 1749. június 2.án a róm.kath. főurak erőszakkal elveszik a reformátusok templomát és az iskolamestert kiűzik a lakásából és ezzel a református gyülekezetben megszűnt az igehirdetés, de a reformátusok vasárnaponként felkerekedve megy szinte az egész gyülekezet igét hallgatni a szomszédos Sályba és Ábrányba. 1787-ig tart ez az állapot, amikor is a II. József magyar király türelmi rendelete következtében a reformátusok kérelmezik és végül megkapták egy új templomra és oratóriumra az építési engedélyt. És így a reformátusok nagy áldozathozatallal meg is építik a nádfedeles templomot, a tanítói lakot és iskolát.-->
A ma is álló templom 1837-ben épült meg, a tornyot később az 1870-80-as évek építették hozzá.
A tibolddaróci gyülekezet leányegyházi állapota 1951-ig maradt meg, amikor újra anyaegyházzá lett és saját lelkipásztort választott Botos Péter, a volt poroszlói segédlelkész személyében.

### Pandula-kúria
Szerény méretekkel rendelkező klasszicista ékszer. Névadója a falu főjegyzője, Pandula János volt. (nyugdíjba vonulása előtt vette meg). Leánya, Mária volt később a postamester. Boltozatos nappalival, északra néző "holdvilág-mentes" és csendes lakószobáival, célszerűen elrendezett kiszolgáló helységekkel és kőoszlopos – tornácos hátsó bejárattal felhívja a figyelmet őseink tiszteletre méltóan ízléses és racionális építkezésére.

### Kőhodály
A riolittufába faragott juhhodály hatalmas méreteivel és robusztus stílusával elgondolkodtató jelenség az erdő közepén. Egy komplex mezőgazdasági épület a múltból, amiben felismerhetők a juhászati tevékenység kifinomult részletei. Építésének pontos idejét nem ismerik. Koordinátái: 47.941201, 20.601962

### Szent Donát-szobor
A több száz éves elődjét 1960-ban két fiatalkorú ledöntötte. Az eredeti talapzat pontos helyén felavatott szobor (2005) ismét védelmezi a daróci szőlőket. A pincefalu feletti dombtetőn található szobor mellől nagyon szép kilátás van a falura és a Kácsi-patak által kialakított völgyre. A szobor feletti Pulykás - tetőn Juhász István adományából pihenőparkot létesített az önkormányzat.

### Kossuth-szobor
A katolikus templom mellett lévő parkban bronz mellszobor áll a szabadságharc vezérének emlékére. Rendkívül érdekes, hogy Tibolddaróc nem adott Kossuthnak katonát, lehetséges, hogy az utódok a mellszobor létesítésével próbálták őseik tévedését jóvátenni.

### Világháborús emlékmű
Eredeti formájában – vörös csillaggal a tetején a „felszabadító” szovjet katonákat méltatta. A rendszerváltást követően került a helyére, ma már a világháborús hősi halottak névsora olvasható az emlékmű márványlapjain.

### Kőfejtők emlékműve
A 2007. június 8-án felavatott emlékmű egy szimbolikus kőrózsa. Szépen elrendezett kövekkel kőfejtő szerszámokat és emléktáblát helyeztek el sajátos kompozícióban. Az emlékmű, mely Szabó János tervei alapján készült el elsősorban a kőbányász (és szénbányász) őseinkre emlékeztet. A község határában három használaton kívüli és egy üzemelő kőbánya található.

### Borkút
Régi kutakra emlékeztető formában beépített boroshordó. Melynek eszmei szerzője Szabó János. A hordó lapos részébe beépített két csappal, melyből jeles ünnepek alkalmával bort lehet csapolni. A belsejében elrejtett tartályokat alaposan feltöltik fehér és vörös borral, nehogy szomjas maradjon a vendég. A Borkút a Vígh utca nyugati részén található egy kis téren, a Kőrózsa mellett.

### Kőfeldolgozó
A falu déli bejáratánál épült. A korszerű fűrészüzemben élénk színezetű kőtömböket fűrészelnek vékony szeletekre. A tevékenység csődeljárás miatt szünetel.